# Göknycklar
Göknycklar (Anacamptis morio) (tidigare "Orchis morio") är en växtart i familjen orkidéer. 
Arter återfinns i stora delar av Sverige förutom i nordligaste Sverige. Arten är också spridd över stora delar av Europa och delar av Asian. Göknyckeln återfinns i en rad olika habitat inklusive gräsmarker, ängar och skogar. Den föredrar ljusa växtplatser men kan även hittas i halvskugga.
Göknyckel är fridlyst i Sverige. 